# Bahía Sargento
Bahía Sargento es una bahía en México. Se ubica en el estado de Sonora, en el noroeste del país, a 1700 km (kilómetros) al noroeste de la capital, Ciudad de México.
Las condiciones climáticas de la zona son áridas. La temperatura media anual de la zona es de 25 °C (grados Celsius). El mes más cálido es junio, cuando la temperatura promedio es de 32 °C, y el más frío es enero, con 15 °C. La precipitación media anual es de 266 mm (milímetros). El mes más húmedo es agosto, con un promedio de 69 mm de precipitación, y el más seco es mayo, con 1 mm de precipitación. 

## Climograma
| Climograma de Bahia Sargento | Climograma de Bahia Sargento | Climograma de Bahia Sargento | Climograma de Bahia Sargento | Climograma de Bahia Sargento | Climograma de Bahia Sargento | Climograma de Bahia Sargento | Climograma de Bahia Sargento | Climograma de Bahia Sargento | Climograma de Bahia Sargento | Climograma de Bahia Sargento | Climograma de Bahia Sargento |
| --- | ---------------------------- | ---------------------------- | ---------------------------- | ---------------------------- | ---------------------------- | ---------------------------- | ---------------------------- | ---------------------------- | ---------------------------- | ---------------------------- | ---------------------------- |
| E | F                            | M                            | A                            | M                            | J                            | J                            | A                            | S                            | O                            | N                            | D                            |
| 17 18 12 | 20 24 14                     | 14 30 16                     | 3 33 17                      | 1 35 20                      | 2 39 25                      | 31 36 27                     | 69 37 27                     | 57 35 27                     | 4 32 23                      | 17 25 15                     | 32 20 11                     |
| temperaturas en °C • totales de precipitación en mm fuente: </> |                              |                              |                              |                              |                              |                              |                              |                              |                              |                              |                              |
| Conversión sistema imperial\| E \| F \| M \| A \| M \| J \| J \| A \| S \| O \| N \| D \| \| 0.7 64 54 \| 0.8 75 57 \| 0.6 86 61 \| 0.1 91 63 \| 0 95 68 \| 0.1 102 77 \| 1.2 97 81 \| 2.7 99 81 \| 2.2 95 81 \| 0.2 90 73 \| 0.7 77 59 \| 1.3 68 52 \| \| temperaturas en °F • totales de precipitación en pulgadas \| \| \| \| \| \| \| \| \| \| \| \| |                              |                              |                              |                              |                              |                              |                              |                              |                              |                              |                              |
| E | F                            | M                            | A                            | M                            | J                            | J                            | A                            | S                            | O                            | N                            | D                            |
| 0.7 64 54 | 0.8 75 57                    | 0.6 86 61                    | 0.1 91 63                    | 0 95 68                      | 0.1 102 77                   | 1.2 97 81                    | 2.7 99 81                    | 2.2 95 81                    | 0.2 90 73                    | 0.7 77 59                    | 1.3 68 52                    |
| temperaturas en °F • totales de precipitación en pulgadas |                              |                              |                              |                              |                              |                              |                              |                              |                              |                              |                              |